# Mato Seihei no Slave
Mato Seihei no Slave (яп. 魔都精兵のスレイブ, Mato Seihei no Sureibu, англ. Slave of the Magic Capital's Elite Troops, укр. «Раб спеціального призначення») або Chained Soldier (укр. «Прикутий солдат») — манґа, написана Такахіро та ілюстрована Йохеєм Такемурою. Вона виходить на онлайн-платформі Shōnen Jump+ від Shueisha з січня 2019 року.
Сюжет розповідає про юнака на ім'я Юкі Вакура, який спостерігає, як руйнівні монстри з виміру Мато загрожують Землі. У цей час жінки, наділені особливими надприродними здібностями, намагаються їх зупинити. Юкі починає співпрацювати з начальницею Кьокою Узень, стаючи її слугою як на полі бою, так і в повсякденному житті.
Аніме-адаптація, створена студією Seven Arcs, виходила в ефір із січня по березень 2024 року. Було анонсовано другий сезон, який анімує студія Passione. Права на англомовний реліз належать Sentai Filmworks.

## Сюжет
По всій Японії починають відкриватися ворота в інший вимір, відомий як Мато, звідки на Землю нападають монстри, що звуться Шукі. Усередині цих порталів знаходиться ресурс під назвою Персик, який, якщо його споживає жінка, наділяє її надприродними здібностями, що призводить до встановлення матріархального суспільства. Одного дня Юкі Вакура, випускник старшої школи, випадково потрапляє в один із таких порталів і зустрічає Кьоку Узень, командирку 7-го загону Сил оборони від демонів. Кьока володіє силою «підкорення», що дозволяє їй поневолювати Шукі та використовувати їх у бою. Опинившись у безвихідному становищі перед натиском монстрів, вона запитує Юкі, чи може підкорити його. Він погоджується і стає її «рабом», після чого вони перемагають Шукі. Однак у відповідь на використання його тіла Кьока зобов'язана належним чином його винагороджувати, що часто має відвертий характер. Юкі збентежений такими «винагородами», але зрештою вирішує змиритися. Він приєднується до загону Кьоки як доглядач і підтримує її прагнення стати Верховною командиркою, борючись із Шукі та розкриваючи таємниці Мато.

## Персонажі
Юкі Вакура (яп. 和倉 優希, Wakura Yūki)
Сейю: Юя Хіросе (оригінал), Габріель Регохо, Бріттані Лауда (в дитинстві) (англійський дубляж)
Головний герой, який виконує обов'язки завідувача гуртожитку. Раніше він був учнем третього року старшої школи, але потрапляє до демонічної столиці після попадання в портал. Коли його підкорює Кьока або Хімарі, використовуючи скопійовану силу Кьоки, він трансформується у форму, схожу на Шукі, з посиленими фізичними здібностями. Якщо інша людина тримає його ланцюг і віддає наказ, його форма змінюється, надаючи йому різні сили залежно від того, хто ним керує. Колись він пережив зникнення своєї сестри Аоби, що сильно вплинуло на нього.
Кьока Узень (яп. 羽前 京香, Uzen Kyōka)
Сейю: Акарі Кіто (оригінал), Роксана Джордж (англійський дубляж)
Вона врятувала Юкі після того, як він потрапив в інший вимір. Була єдиною, хто вижив під час одного інциденту. Її сила дозволяє підкорювати будь-яких Шукі або людей, посилюючи їхні здібності в процесі, але і вона і будь-хто, хто віддає накази, зобов'язані надати винагороду, часто проти своєї волі. У бою також використовує катану.
Хімарі Азума (яп. 東 日万凛, Azuma Himari)
Сейю: Юме Міямото (оригінал), Наталі Ріал (англійський дубляж)
Скромна та спочатку ворожа до Юкі, але поступово починає ставитися до нього тепліше після того, як він допомагає їй у конфлікті з її агресивною сестрою. Її сила дозволяє їй копіювати здібності інших, хоча на слабшому рівні.
Шушу Суруґа (яп. 駿河 朱々, Suruga Shushu)
Сейю: Марі Хіно (оригінал), Джульєтта Сіммонс (англійський дубляж)
Виросла без батька та братів, тому сильно прив'язалася до Юкі та постійно з ним заграє. Її сила дозволяє змінювати розміри тіла, збільшуючи свою силу пропорційно до зростання.
Ней Кавамура (яп. 大川村 寧, Ōkawamura Nei)
Сейю: Хіна Тачібана (оригінал), Крістен Макгуайр (англійський дубляж)
11-річна дівчинка, чиї батьки зникли після нападу Шукі. Її сила дає їй дар яснобачення, що дозволяє виявляти будь-що в радіусі приблизно 5 км.
Тенка Ідзумо (яп. 出雲 天花, Izumo Tenka)
Сейю: Мая Учіда (оригінал), Келлі Гріншилд (англійський дубляж)
Генерал, яка закохується в Юкі з першого погляду. Вона майже завжди намагається спокусити його та завоювати його серце. Фантазує про шлюб із ним і створення сім'ї. Її сила дозволяє створювати портали.
Ячіхо Азума (яп. 東 八千穂, Azuma Yachiho)
Сейю: Нене Хієда (оригінал), Марґарет Макдональд (англійський дубляж)
Старша сестра Хімарі, яка постійно її принижує. Її здатність дозволяє зупиняти або відмотувати час назад, але це виснажує її фізичні сили.
Сахара Вакаса (яп. 若狭 サハラ, Wakasa Sahara)
Сейю: Рейна Уеда (оригінал), Моніка Ріал (англійський дубляж)
Розсіяна та постійно сонлива дівчина. Її сила дає їй підвищену силу на обмежений час. Чим коротший цей час, тим сильнішою вона стає.
Аоба Вакура (яп. 和倉 青羽, Wakura Aoba)
Сейю: Томорі Кусунокі (оригінал), Карлій Хоч (англійський дубляж)
Старша сестра Юкі, яка зникла під час нападу Шукі п'ять років тому, а потім з'явилася знову, перетворившись на гуманоїдного Шукі та ставши лідеркою подібних створінь. Вона проявляє нездоровий інтерес до Юкі та намагається відвести його від Сил оборони від демонів. Її здібності дозволяють їй контролювати власне волосся як зброю, а також споживати Персики для тимчасового посилення сили, швидкості та чуттів.
Коко Зенібако (яп. 銭函 ココ, Zenibako Koko)
Сейю: Саяка Сенбонґі (оригінал), Бріттані Лауда (англійський дубляж)
Дівчина, яку Аоба перетворила на гуманоїдного Шукі. Вона одержима битвами. Її тіло виділяє слизьку рідину, через що атаки просто зісковзують, а її слина має лікувальні властивості.
Наон Юно (яп. 湯野 波音, Yuno Naon)
Сейю: Ріна Хідака (оригінал), Елісон Самралл (англійський дубляж)
Дівчина, яку Аоба перетворила на гуманоїдного Шукі. Вона одержима красою та здатна ставати нематеріальною.
Кономі Татара (яп. 多々良 木乃実, Tatara Konomi)
Одна з командирок і лідерка першого загону. Вона ще школярка, має життєрадісний характер. Через невелику різницю у віці вона та Юкі звертаються один до одного на ім'я. Її сила дозволяє імітувати риси тварин, наприклад, стати спритною, як мавпа, або отримати силу й гостроту ударів, як у тигра.
Рен Ямашіро (яп. 山城 恋, Yamashiro Ren)
Сейю: Ханадзава Кана

## Медіа

### Манґа
«Chained Soldier», написаний Такахіро та проілюстрований Йохеєм Такемурою, почав виходити на онлайн-платформі Shueisha Shōnen Jump+ 5 січня 2019 року. Shueisha зібрав свої розділи в окремі томи танкобон. Перший том вийшов 4 березня 2019 року. Станом на 4 грудня 2024 року вийшло 17 томів.
Манґа ліцензована для англомовного випуску в Північній Америці видавництвом Yen Press.

#### Список томів
| 1. "The Birth of a Slave" (яп. スレイブの誕生, Sureibu no Tanjō) 2. "The Pro Elite Soldiers & the Pro Caretaker" (яп. 精兵と管理人, Puro to Puro) 3. "The Misery of a Slave" (яп. スレイブの憂鬱, Sureibu no Yūutsu) | 1. "The Wit of a Slave" (яп. スレイブの機転, Sureibu no Kiten) 2. "The Encouragement of a Slave" (яп. スレイブの奮起, Sureibu no Funki) |

| 1. "The Older Sister of a Slave – Part I" (яп. スレイブの姉 前編, Sureibu no Ane: Zenpen) 2. "The Older Sister of a Slave – Part II" (яп. スレイブの姉 後編, Sureibu no Ane: Kōhen) 3. "The Boss of a Slave (яп. スレイブの上司", Sureibu no Jōshi) 4. "The (Third) Birth of a Slave" (яп. スレイブの誕生 (3回目), Sureibu no Tanjō (San-kaime)) 5. "A New Power" (яп. 新しい力, Atarashii Chikara) | 1. "The Situation with the Azuma Family" (яп. 東家の事情, Azuma-ya no Jijō) 2. "Finishing Move" (яп. 必殺技, Hissatsu Waza) 3. "Start of the Intersquad Tournament" (яп. 交流戦開始, Kōryūsen Kaishi) 4. "Sister Showdown (яп. 姉妹対決", Shimai Taiketsu) |

| 1. "Yachiho and Himari" (яп. 八千穂と日万凛, Yachiho to Himarin) 2. "Burning Master" (яп. 燃えるご主人, Moeru Goshujin) 3. "The Second Match" (яп. 第二試合, Dainishiai) 4. "Violent Attack" (яп. 強襲, Kyōshū) 5. "Commander of the 7th Squad" (яп. 七番組組長, Nana Bangumi Kumichō) | 1. "Commander of the 6th Squad" (яп. 六番組組長, Roku Bangumi Kumichō) 2. "The Slave After the Intersquad Tournament" (яп. 交流戦後のスレイブ, Kōryū Sengo no Sureibu) 3. "The (Fourth) Birth of a Slave" (яп. スレイブの誕生 (4回目), Sureibu no Tanjō (Yon-kaime)) 4. "Scouting for a Slave" (яп. スレイブのスカウト, Sureibu no Sukauto) |

| 1. "The Slave & the Commander" (яп. スレイブと組長, Sureibu to Kumichō) 2. "The Slave's Superior" (яп. スレイブの上司, Sureibu no Jōshi) 3. "Sure to Find" (яп. きっと見つける, Kitto Mitsukeru) 4. "Yuuki & Aoba" (яп. 優希と青羽, Yūki to Aoba) | 1. "Reunion" (яп. 再会, Saikai) 2. "Hidden Village" (яп. 隠れ里, Kakurezato) 3. "Premonition of Trouble" (яп. 波乱の予感, Haran no Yokan) |

| 1. "A Glimpse of Darkness" (яп. 垣間見えた闇, Kaima Mieta Yami) 2. "Battle in the Hidden Village" (яп. 隠れ里の戦い, Kakurezato no Tatakai) 3. "The Restrained Slave" (яп. 拘束のスレイブ, Kōsoku no Sureibu) 4. "Deadly Bear Hunt" (яп. 死闘熊狩り, Shitō Kuma Kari) 5. "Instant Battles" (яп. 刹那の攻防戦, Setsuna no Kōbōsen) | 1. "The Spirit of the 7th Squad" (яп. 七番組の精神, Nana Bangumi no Seishin) 2. "Tenka vs Aoba" (яп. 天花VS青羽, Tenka VS Aoba) 3. "Love for a Slave" (яп. スレイブへの愛, Sureibu e no Ai) 4. "Revealed Name" (яп. 明かされた名, Akasa Reta na) |

| 1. "Slave of Rage" (яп. 怒りのスレイブ, Ikari no Sureibu) 2. "Wild Mountain Cherry Blossoms" (яп. 乱れ山桜, Midare Yamazakura) 3. "The Slave's Resolve" (яп. スレイブの決意, Sureibu no Ketsui) 4. "Quickening" (яп. 胎動, Taidō) | 1. "The Slave's Master" (яп. スレイブの主, Sureibu no Aruji) 2. "Forebodinf of a Storm" (яп. 嵐の予感, Arashi no Yokan) 3. "Congregation of Commanders" (яп. 組長集結, Kumichō Shūketsu) 4. "The Assembly Begins" (яп. 会議開始, Kaigi Kaishi) |

| 1. "The Supreme Commander's Battle" (яп. 総組長の戦い, Sō Kumichō no Tatakai) 2. "Battle Over the Slave" (яп. スレイブ攻防戦, Sureibu Kōbōsen) 3. "A Slave's Gratitude" (яп. スレイブの感謝, Sureibu no Kansha) 4. "Ren's Shadow" (яп. 恋の影, Koi no Kage) 5. "The Storm Touches Down" (яп. やってきた嵐, Yattekita Arashi) | 1. "Slave Soaring Through the Air" (яп. スレイブ空を舞う, Sureibu Sora o Mau) 2. "Training Season" (яп. 鍛える季節, Kitaeru Kisetsu) 3. "Berserk" (яп. 暴走, Bōsō) 4. "Disciplining" (яп. 躾, Shitsuke) |

| 1. "The Apex of Life" (яп. 生命の極み, Inochi no Kiwami) 2. "Haggard Slave" (яп. 憔悴のスレイブ, Shōsui no Sureibu) 3. "What It Means to Be an Azuma" (яп. 東というもの, Azuma to Iu Mono) 4. "The Banquet Begins" (яп. 晩餐開始, Bansan Kaishi) 5. "High-Speed Battle" (яп. 超速対決, Chōsoku Taiketsu) | 1. "In High Spirits" (яп. 意気衝天, Ikishōten) 2. "Commander of the 9th Squad" (яп. 九番組組長, Kyū Bangumi Kumichō) 3. "Himari's Resolve" (яп. 日万凜の想い, Himari no Omoi) 4. "A New Azuma" (яп. 新たなる東, Aratanaru Azuma) |

| 1. "Night at the Azuma Estate" (яп. 東家の夜, Azuma-ya no Yoru) 2. "Mother, Daughter, and Slave" (яп. 母娘とスレイブ, Oyako to Sureibu) 3. "The Slave's Late Summer" (яп. スレイブの晩夏, Sureibu no Banka) 4. "The Chains Grow Stronger" (яп. 強くなる鎖, Tsuyoku naru Kusari) | 1. "Anomaly in the Human World" (яп. 現世での異変, Gense de no Ihen) 2. "In Yokohama" (яп. 横浜にて, Yokohama Nite) 3. "Commander of the 2nd Squad" (яп. 二番組 組長, Ni Bangumi Kumichō) 4. "God's Will" (яп. 神の思惑, Kami no Omowaku) |

| 1. Sureibu to Kūsetsu (яп. スレイブと空折) 2. Kumichō no Kakugo (яп. 組長の覚悟) 3. Kami to no Gekitō (яп. 神との激闘) 4. Hachiraijin no Kyōi (яп. 八雷神の驚異) | 1. Yokohama Kessen (Zenpen) (яп. 横浜決戦 (前編)) 2. Yokohama Kessen (Kōhen) (яп. 横浜決戦 (後編)) 3. Sureibu Ten (яп. 無窮の鎖・天) 4. Kūsetsu (яп. 空折) |

| 1. Yokohama-sen, Sonogo (яп. 横浜戦、その後) 2. Mira no Ketsui (яп. 美羅の決意) 3. Mira no Gohōbi (яп. 美羅のご褒美) 4. Tachikomeru Yōun (яп. 立ちこめる妖雲) 5. Kamuhakari (яп. 神議) | 1. Mato Jōkū (яп. 魔都上空) 2. Kōmyō (яп. 光明) 3. Ichi Bangumi (яп. 一番組) 4. Joshikōsei Kumichō (яп. 女子高生組長) |

| 1. Shūgeki (яп. 襲撃) 2. Konsen (яп. 混戦) 3. Ataerareshi Chikara (яп. 与えられし力) 4. Michi (яп. 道) | 1. Neriageta Chikara (яп. 練り上げた力) 2. Ichi Bangumi Kumichō (яп. 一番組組長) 3. Shinkō suru Monotachi (яп. 侵攻する者達) 4. Kyōka to Yumeji (яп. 京香と夢路) |

| 1. Konsen no Ketsumatsu (яп. 混戦の結末) 2. Mato no Seihei-tachi (яп. 魔都の精兵たち) 3. Kami VS Ren (яп. 神VS恋) 4. Chikyū no Kotae (яп. 地球の答え) | 1. Mabōtai Jinji (яп. 魔防隊人事) 2. San Bangumi Kumichō (яп. 三番組組長) 3. Beru no Iji (яп. ベルの意地) 4. Beru no Namida (яп. ベルの涙) |

| 1. Tōgenkyō e (яп. 桃源郷へ) 2. Tōgenkyō (яп. 桃源郷) 3. Kumichō VS Kumichō VS Kumichō (яп. 組長VS組長VS組長) 4. Sorezore no Seichō (яп. それぞれの成長) 5. Hachi Bangumi (яп. 八番組) | 1. Waruwara Piripenko (яп. ワルワラ・ピリペンコ) 2. Kansatsusha Fukuma (яп. 観察者伏摩) 3. An'un Tōgenkyō (яп. 暗雲桃源郷) 4. Raishin Tōgenkyō (яп. 雷震桃源郷) |

| 1. Shashin (яп. 写真) 2. Raijin Kagura (яп. 雷神楽) 3. Kiseki no Chikara (яп. 奇跡の力) 4. Seinaru Tatakai (яп. 聖なる戦い) 5. Hikari to Yami no Ketchaku (яп. 光と闇の決着) | 1. Attō (яп. 圧倒) 2. Nana Bangumi no Iji (яп. 七番組の意地) 3. Hōkō no Sureibu (яп. 咆哮のスレイブ) 4. Chīsaki Mono (яп. 小さき者) |

| 1. Beru no go Hōbi (яп. ベルのご褒美) 2. Kamigami no ie (яп. 神々の家) 3. Tōgen kyō Kōjitsu Dan (яп. 桃源鄉後日談) 4. Mugen no Chikara (яп. 無限の力) 5. Waruwara no Sureibu (яп. ワルワラのスレイブ) | 1. Kokuhaku (яп. 告白) 2. Omoi Yueni (яп. 思いゆえに) 3. Igaina Kenen (яп. 意外な懸念) 4. Shirahata (яп. 白旗) |

| 1. Kami no Teian (яп. 神の提案) 2. Koi to Beru (яп. 恋とベル) 3. Shōshū (яп. 招集) 4. Futatabi, Tōgenkyō e (яп. 再び、桃源鄉へ) 5. Haran no Shonichi (яп. 波乱の初日) | 1. Onmyō ryō (яп. 陰陽寮) 2. Kumichō-tachi (яп. 組長たち) 3. Shuō hō (яп. 說法) 4. Ōshōbu (яп. 大勝負) |

### Аніме
У листопаді 2021 року було оголошено, що створено буде адаптацію в аніме від студії Seven Arcs. Режисером виступив Ґоро Кудзі, головним режисером – Джунджі Нісімура, композицією серіалу займався Ясухіро Наканіші, сценарії писали Рьота Кано та Акіра Кіндайчі, дизайном персонажів – Хіроюкі Йошії, музику склав Кота Ямамото. Спочатку прем'єра була запланована на 2023 рік, але згодом її відклали і врешті аніме виходило з 4 січня по 21 березня 2024 року на AT-X та інших телеканалах. Початковою піснею є «Yume no Ito» (яп. 夢の糸, «Нитка мрій») , яку виконує Акарі Кіто, а завершальною піснею є «Chain» («Ланцюг»), яку виконує Маая Учіда.
Sentai Filmworks ліцензувала серіал і транслювала його без цензури на Hidive. У червні 2024 року було оголошено, що серіал отримає англомовний дубляж, прем'єра якого запланована на Hidive 29 липня того ж року. У Азійсько-Тихоокеанського регіону ліцензію отримала Muse Communication.
Другий сезон було анонсовано 23 березня 2024 року, через два дні після виходу фінального епізоду. Анімацією займеться студія Passione, а режисером виступить Масафумі Тамура. Кейя Накано відповідатиме за дизайн персонажів.

#### Список серій
| № серії | Назва серії                                                                                             | Режисер(и)       | Сценарист(и)     | Режисер(и) анімації | Оригінальна дата показу |
| ------- | --- | ---------------- | ---------------- | ------------------- | ----------------------- |
| 1       | «Народження, Юкі, Пробудження.» Транслітерація: «Tanjō, Yūki, Mezameru» (яп. 誕生、優希、目醒める)      | Юта Такамура     | Ясухіро Наканіші | Горо Кудзі          | 4 січня 2024            |
| 2       | «Цікавість, шушу, роздягайся» Транслітерація: «Kyōmi, Shushu, Hadakeru» (яп. 興味、朱々、肌蹴る)        | Казунобу Фусекі  | Ясухіро Наканіші | Горо Кудзі          | 11 січня 2024           |
| 3       | «Зустріч, Кьока, Буяння» Транслітерація: «Sōgū, Kyōka, Takeru» (яп. 遭遇、京香、猛る)                   | Юта Такамура     | Ясухіро Наканіші | Горо Кудзі          | 18 січня 2024           |
| 4       | «Вихор, Хімарі, Рев» Транслітерація: «Senpuu, Himari, Hoeru» (яп. 旋風、日万凛、吠える)                 | Йоку Нерузо      | Рьота Кано       | Горо Кудзі          | 25 січня 2024           |
| 5       | «Сестри, Ячіхо, Сміх» Транслітерація: «Shimai, Yachiho, Azakeru» (яп. 姉妹、八千穂、嘲る)               | Юта Такамура     | Рьота Кано       | Шота Іхата          | 1 лютого 2024           |
| 6       | «Бліц, Сахара, Твінкл» Транслітерація: «Kyōshū, Sahara, Kirameku» (яп. 強襲、サハラ、煌めく)            | Казунобу Фусекі  | Акіра Кіндаїчі   | Казунобу Фусекі     | 8 лютого 2024           |
| 7       | «Єдиний фронт, Тенка, Злітай» Транслітерація: «Kyōtō, Tenka, Kakeru» (яп. 共闘、天花、翔る)             | Юта Такамура     | Акіра Кіндаїчі   | Шота Іхата          | 15 лютого 2024          |
| 8       | «Обіцяй, Ней, пам'ятай» Транслітерація: «Yakusoku, Nei, Obou» (яп. 約束、寧、憶う)                      | Ї Цао            | Ясухіро Наканіші | Шота Іхата          | 22 лютого 2024          |
| 9       | «Реюньйон, Коко, Лик» Транслітерація: «Saikai, Koko, Neburu» (яп. 再会、ココ、舐る)                     | Юта Такамура     | Акіра Кіндаїчі   | Шота Іхата          | 29 лютого 2024          |
| 10      | «Війна, Наон, Прочитайте» Транслітерація: «Kaisen, Naon, Utau» (яп. 開戦、波音、詠う)                   | Казунобу Фусекі  | Ясухіро Наканіші | Казунобу Фусекі     | 7 березня 2024          |
| 11      | «Смертельний поєдинок, Аоба, Захоплення» Транслітерація: «Shitō, Aoba, Takaburu» (яп. 死闘、青羽、昂る) | Юта Такамура     | Ясухіро Наканіші | Масахіро Айзава     | 14 березня 2024         |
| 12      | «Повернення додому, Новий, Рішучість» Транслітерація: «Kikan, Aratana, Ketsui» (яп. 帰還、新たな、決意) | Дзюндзі Нішімура | Ясухіро Наканіші | Горо Кудзі          | 21 березня 2024         |

## Сприйняття
Станом на листопад 2021 року манґа мала понад 1 мільйон копій у обігу. Станом на січень 2024 року кількість копій перевищила 2 мільйони.